# Saint-Aubin, Fribourg

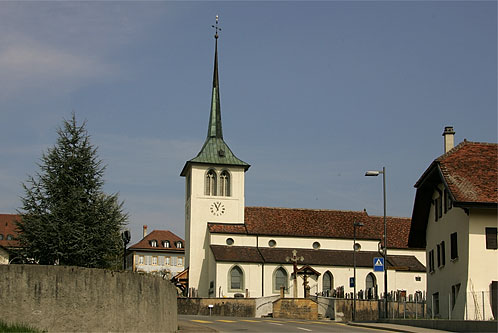
Giáo đường Saint-Aubin

Saint-Aubin là một đô thị trong huyện Broye thuộc bang Fribourg ở Thụy Sĩ.